# 純德女子籃球隊
純德女子籃球隊是台灣歷史上一支女子籃球隊，為純德女中的校隊。成立於1947年，隊內成員皆是純德女中之學生，首次亮相是於第一屆全省籃球賽，並獲得首屆冠軍。

## 歷史
純德女子籃球隊的創建推動者為籃球運動員洪金生，他從臺北師範學校畢業後，曾到台中執教其體育專業排球，之後回老家淡水純德女中任教。成立籃球隊的動機雖目前不明，但為了培養一支專業的隊伍，洪金生變賣家產，還建了一座名為「純德館」讓學生方便住宿免於奔波之勞。
最初的球隊是從排球隊挑選出六名體能好、協調佳的球員加入訓練。此六位都是初中一年級的學生，由於每次出賽都是由陳雀（曾擔任國手參加過1965年亞洲盃籃球賽）、陳修、許輝珠、賴淑敏、洪昭貴，所以有了「純德五虎將」之稱。
之後，在全省籃球聯賽時期連霸了十七屆的冠軍和獲得一至十二屆自由盃冠軍，也在球隊強盛時期到香港、東南亞走訪（新加坡、越南、馬來西亞及泰國等地），積極參與各項國際邀請賽及表演交流賽，開啟體育外交。而訪問期間廣受海外華人歡迎，總是熱情接待，球賽場場觀眾爆滿，甚至還會在表演賽結束後收到禮金，當時便使用禮金在學校內建立一座露天籃球場供球隊練球使用。1967年，國泰人壽開始感念於洪金生的貢獻，開始投入資源幫忙，也合作成立「國泰人壽女子籃球隊」，教練由一樣洪金生擔任。